# Hugo "Hurley" Reyes
Hugo "Hurley" Reyes er en fiktiv person i den amerikanske tv-serie Lost, spillet af Jorge Garcia. Den unge Hurley i "Tricia Tanaka Is Dead" er spillet af Caden Waidyatilleka.

## Baggrund
Garcia var den første til at blive casted til serien. Garcia gik i øvrigt efter rollen som svindleren James "Sawyer" Ford, men fik skrevet sin egen rolle. Han fungerer i mange sammenhænge som "det komiske indslag."

### Personlighed
Karakteristisk for Hurley er den hyppige brug af "Dude." Han har det ikke godt med åbne sår og blod, som det ses i første sæson, hvor han besvimer under Jacks operation af hårdt kvæstede Edward Mars. Hans far har ikke været til stede siden Hurleys barndom, og det er siden faderens pludselige forsvinden at Hurley begynder at spise usundt.

## Biografi

### Før flystyrtet
Hurley deltager i lotteriet med tallene: 4 8 15 16 23 42 – tal hvis kendskab han opnåede gennem Leonard Simms. Han vinder lotteriet og starter sit liv som mangemillionær med at opsige sin stilling hos en fast food-restaurant, hvor han overfuses af sin overordnede; Hurley ansætter senere samme mand under sig.
Men gevinsten har et efterspil; I Hurleys liv udspiller sig en serie af fatale ulykker: Hans bedstefar dør, der antændes ild i hans nye hus, han arresteres fejlagtigt for narkotikabesiddelse, en komet rammer hans restaurant, mm. Hurley overlader forklaringerne til fantasien og postulerer at der hviler en forbandelse over gevinsten eller tallene. I håb om forløsning opsøger han Leonard og senere enken til en af Leonards afdøde venner. I ødemarken i Australien får han forklaret at tallene har forårsaget andre til at tro der hviler en forbandelse, men også at det ikke giver nogen rationel mening. Hurley rejser tilbage med Oceanic Flight 815.

### Efter flystyrtet

#### Sæson 1
Tekst mangler, hjælp os med at skrive teksten

#### Sæson 2
Tekst mangler, hjælp os med at skrive teksten

#### Sæson 3
Tekst mangler, hjælp os med at skrive teksten

#### Sæson 4
Hurley fortæller Bernard, at efter de reddes og alle tror han er død, så vil han omsider være "fri," hvorefter han laver en "bombe" i vandet. Da han stikker hovedet over vandet igen, ser han Desmond trække den båd tilbage til land, som han og Charlie var taget af sted i. Under en diskussion om hvorvidt de skal kontakte Jack med Charlies advarsel, "Not Penny's Boat," afbryder Hurley for at få at vide hvor hans ven er. Desmond fortæller at Charlie druknede på The Looking Glass. I løbet af aftenen og natten drager han sammen med Sawyer, Desmond, Juliet, Jin og Bernard gennem junglen for at genforenes med de overlevende der tog til radiotårnet. Hurley sakker bagud og separeres fra gruppen. Forvirret ender han foran et mystisk hus, der forsvinder og dukker op andetsteds. Han vælter om i græsset, og overraskes af Locke. Locke og Hurley genforenes med de andre fra stranden foran flyets cockpit, og ikke lang tid efter ankommer de overlevende fra radiotårnet. Hurley fortæller Claire om Charlie, og svigter Jack da han tilslutter sig Lockes flok. Hurley bruges som en del af Lockes plan, til at iværksætte baghold mod Sayid, Kate og Miles. De iscenesætter hans efterladelse ved Barakkerne, kun for at lade Danielle, Sawyer og Locke delagtiggøre sig i deres tilfangetagelse.

#### Efter øen
Hurley indlægges efter en anholdelse for hasarderet kørsel og afhøring hos politiet igen på sindssygehospitalet. Her opsøges han af en mand i jakkesæt, der påstår af være fra Oceanic Airlines, men den fremmede har "glemt" sit visitkort og begynder at spørge indtil "dem." Senere sidder Hurley udendørs og opsøges af Charlie. Hurley forsøger at overbevise sig selv om at det er en hallucination og visionen af Charlie forsvinder umiddelbart efter. Charlie nåede at fortælle, at han vidste han ville drukne da han svømmede ned til The Looking Glass. En dag hvor Hurley spiller basketball kommer Jack på besøg, angiveligt for at høre hvordan det går, men der går ikke længe før Jack spørger indtil om Hurley nogensinde "fortæller det." Efter en kortvarig diskussion om at vende tilbage til øen, forlader Jack hallen.

## Trivia
Tekst mangler, hjælp os med at skrive teksten

## Fodnoter
1. ↑  Lost: 
"The Beginning of the End" (Sæson 4, afsnit 1). Manuskript af Damon Lindelof & Carlton Cuse.  Broadcasted første gang på American Broadcasting Company den 31. januar 2008.
2. ↑  Lost: 
"The Economist" (Sæson 4, afsnit 3). Manuskript af Edward Kitsis & Adam Horowitz.  Broadcasted første gang på American Broadcasting Company den 14. februar 2008.

| Lost | Spire Denne artikel om tv-serien Lost er en spire som bør udbygges. Du er velkommen til at hjælpe Wikipedia ved at udvide den. |